# فلاديسلاف يوفانوفيتش
فلاديسلاف يوفانوفيتش (بالصربية: Владислав Јовановић)‏ هو دبلوماسي صربي، ولد في 9 يونيو 1933 في Žitni Potok ‏ في صربيا.